# Pacific-Southwest-Airlines-Flug 182
Pacific-Southwest-Airlines-Flug 182 war die Flugnummer eines Linienfluges der Pacific Southwest Airlines von Sacramento nach San Diego, der am 25. September 1978 mit einer Kollision mit einem Kleinflugzeug endete. Bei dem resultierenden Absturz wurden alle 135 Personen im Passagierflugzeug und die beiden Insassen des Leichtflugzeugs getötet. Zudem starben sieben Menschen am Boden. Neun Personen am Boden erlitten Verletzungen. Die Unfallursache wurde Fehlern der Piloten von Flug 182 und der Flugsicherung zugeschrieben. Es war der bis zu diesem Zeitpunkt schwerste Flugunfall in der Geschichte der Vereinigten Staaten, bis es zum Absturz des American-Airlines-Flugs 191 acht Monate später kam.

## Der Unfall

### Unfallhergang

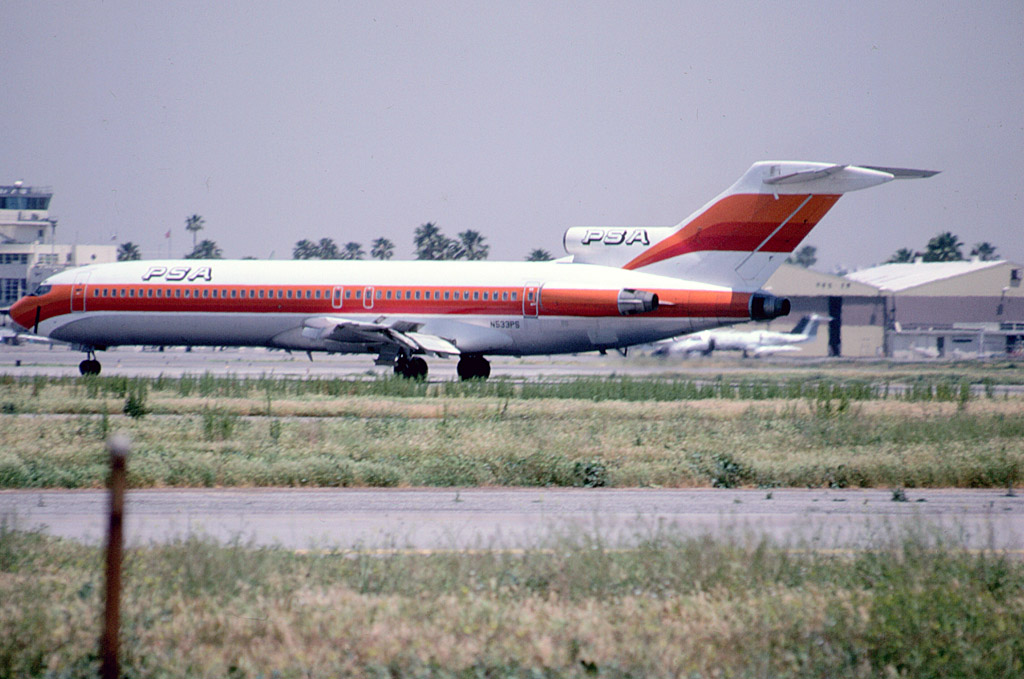
Boeing 727-214 von Pacific-Southwest-Airlines, N533PS

Die Wetterbedingungen am 25. September 1978 waren bedingt durch die Santa-Ana-Winde ungewöhnlich warm. Die Außentemperatur betrug zu diesem Zeitpunkt 29 °C, für den weiteren Tag wurden Temperaturen bis 37 °C erwartet. Es war fast windstill. Zum Zeitpunkt der Kollision betrug die Sicht 16 Kilometer (10 Meilen).
Die Boeing 727 der PSA mit dem Luftfahrzeugkennzeichen N533PS hatte 24.088 Flugstunden absolviert, die drei Triebwerke waren vom Typ Pratt & Whitney JT8D-7B. Pacific-Southwest-Airlines-Flug 182 war ein häufig genutzter, morgendlicher Pendler-Flug zum Flughafen Lindbergh Field in San Diego. Der Flug war in Sacramento gestartet, mit kurzer Zwischenlandung in Los Angeles. Der Start in Los Angeles erfolgte um 8:34 Uhr Ortszeit. Der Flugkapitän James E. McFeron hatte zum Unfallzeitpunkt über 10.000 Stunden auf dem Muster Boeing 727 geflogen. Im Cockpit befanden sich zudem der Copilot Robert E. Fox, der Flugingenieur Martin J. Wahne sowie der nicht im Dienst befindliche PSA-Kapitän Spencer Nelson, der auf dem Jumpseat mitflog.
An Bord der Cessna befanden sich zum Unfallzeitpunkt zwei Piloten. Das Kleinflugzeug war gegen 8:16 Uhr PST (Ortszeit) am Flugplatz Montgomery Field gestartet. Ein Pilot war der 32-jährige Fluglehrer Martin Kazy Jr. Er besaß eine Lizenz für ein- und mehrmotorige Flugzeuge, eine Instrumentenflugberechtigung, eine Berufspilotenlizenz sowie eine Lehrberechtigung für Instrumentenflug (IFR). Der zweite Pilot war der 35-jährige David Boswell, ein Sergeant des U.S. Marine Corps. Er war im Besitz einer Lizenz für ein- und mehrmotorige Flugzeuge sowie einer Berufspilotenlizenz. Er war in der Ausbildung zur Instrumentenflugberechtigung. Zum Unfallzeitpunkt übte er unter der Aufsicht des Fluglehrers den Instrumentenanflug. Der Flug wurde unter Sichtflugregeln durchgeführt, für den kein Flugplan vorgeschrieben ist. Der Flugschüler trug zum Unfallzeitpunkt eine für die IFR-Schulung übliche Haube, die das Sichtfeld einschränkt.
Die Piloten der PSA meldeten an den Tower, dass sie die Cessna in Sicht hätten, nachdem sie vom Fluglotsen über die Position des Kleinflugzeuges informiert worden waren. Die Aufzeichnungen des Cockpit-Stimmenrecorders zeigten jedoch, dass die Crew der PSA kurz danach den Sichtkontakt zur N7711G verloren hatte und über dessen Position Vermutungen anstellte. Die Aufzeichnungen belegen, dass der Flugkapitän zum Tower funkte:

“Okay, we had it there a minute ago … I think he’s passed off to our right.”

„Okay, wir hatten ihn noch vor einer Minute … Ich denke, dass er zu unserer Rechten passiert [vorbeigeflogen] ist.“

 Der Lotse hatte jedoch verstanden, dass die Cessna gerade rechts vorbeiflog, und daher unterstellt, dass die Boeing noch Sichtkontakt zur Cessna hatte.
Nachdem die Boeing 727 die Landeerlaubnis erhalten hatte, etwa 40 Sekunden vor der Kollision mit der Cessna, drehte sich das Gespräch der vier Personen im Cockpit um die nicht mehr in Sicht befindliche Cessna. Das Gespräch wurde jedoch vom Kapitän mit den Worten beendet:

“Oh yeah, before we turned downwind, I saw him at about one o'clock, probably behind us now.”

„Bevor wir in den Gegenanflug drehten, sah ich ihn auf etwa ein Uhr, wahrscheinlich bereits hinter uns.“

Tatsächlich flog die Cessna unmittelbar vor und unterhalb der 727. Die Boeing war im Sinkflug und schloss sehr schnell zur Cessna auf.
Die Cessna hatte zu diesem Zeitpunkt eine Kurve nach Osten gemacht und wich damit vom zugewiesenen Kurs ab. Nach dem Bericht des National Transportation Safety Board (NTSB) könnte die Cessna für die Crew der Boeing 727 schwer auszumachen gewesen sein, da sich das Kleinflugzeug unterhalb der Boeing befand und sich daher farblich in das Siedlungsgebiet am Untergrund einfügte. Die Eigenbewegung der Cessna wurde durch die Flugrichtung der Boeing relativiert, da sich beide auf annähernd gleichem Kurs befanden. Demgegenüber steht die Aussage, dass die weiße Tragfläche der Cessna eigentlich ein helles und auffälliges Ziel im Sonnenlicht hätte sein müssen.
Eine Studie zur Ermittlung der Sichtverhältnisse des NTSB kam zu dem Ergebnis, dass die Cessna sich zwischen 170 und 90 Sekunden vor der Kollision optisch fast in der Mitte des Cockpitfensters befunden hat. Anschließend war die Position der Cessna unterhalb des Fensterrandes wegen zu tiefer Sitzposition der Boeingpiloten außerhalb des Sichtbereiches oder verdeckt durch die Scheibenwischer. Für den Piloten der Cessna war die Boeing aufgrund der Bauart des Kleinflugzeuges (Schulterdecker) lediglich etwa 10 Sekunden lang durch ein Seitenfenster sichtbar, und zwar etwa 90 Sekunden vor der Kollision.
Die Besatzung von Flug 182 hatte zu keinem Zeitpunkt den Tower darüber informiert, dass sie den Sichtkontakt zur Cessna verloren hatte. Hätte sie dies klar an die Lotsen weitergegeben, wäre die Kollision möglicherweise vermeidbar gewesen. Wäre die Cessna auf ihrem vom Lotsen zugewiesenen Kurs von 70° geblieben, anstatt auf 90° zu drehen, hätten sich die beiden Flugzeuge um etwa 1000 ft (300 m) verfehlt.
Schlussendlich kommt das NTSB zu dem Ergebnis, dass es in der Verantwortung der Piloten des Flugs 182 gelegen habe, unter Beachtung der gültigen Vorschriften beim Überholen ausreichenden seitlichen Abstand zur Cessna zu halten, unabhängig von deren Kursänderung.
Die Anflugkontrolle bemerkte eine automatische Kollisionswarnung 19 Sekunden vor der Kollision, leitete diese allerdings nicht an die Boeing weiter, da nach Aussage des Anflugkoordinators (approach co-ordinator) derartige Warnungen öfters passieren, obwohl keine unmittelbare Kollisionsgefahr bestünde.
Der NTSB-Bericht legt dar:

“Based on all information available to him, he decided that the crew of Flight 182 were complying with their visual separation clearance; that they were accomplishing an overtake maneuver within the separation parameters of the conflict alert computer; and that, therefore, no conflict existed.”

„Basierend auf allen ihm [dem Lotsen] vorliegenden Informationen kam er zu dem Schluss, dass die Besatzung des Flugs 182 die Vorgaben zum seitlichen Abstand erfüllte, dass sie ein Überholmanöver unter Beachtung des Mindestabstandes aber unterhalb der Alarmschwelle der automatischen Kollisionswarnung durchführte und dass daher keine Kollisionsgefahr bestand.“

Zu diesem Zeitpunkt leitete PSA 182 eine Rechtskurve um 180° ein, um in den Endanflug auf die Landebahn 27 des Flughafens zu drehen. Die Cessna war zu diesem Zeitpunkt genau unterhalb der Boeing, beide Flugzeuge befanden sich auf Kurs 090, als die Flugzeuge um 09:01:47 Uhr (PST) in einer geschätzten Höhe von 2600 ft (ca. 790 m) zusammenstießen. Die Cessna mit dem Kennzeichen N7711G wurde durch den Aufprall völlig zerstört. Bei der Boeing wurden Teile der rechten Tragfläche sowie des Leitwerks beschädigt. Das Wrack der Cessna stürzte mit teilweise abgetrenntem und verbogenem Seitenruder zu Boden. Durch die Kollision wurde die rechte Tragfläche der PSA 182 so schwer beschädigt, dass das Flugzeug unkontrollierbar wurde. Der Kerosintank in der Fläche war aufgerissen und das ausströmende Kerosin hatte sich entzündet.

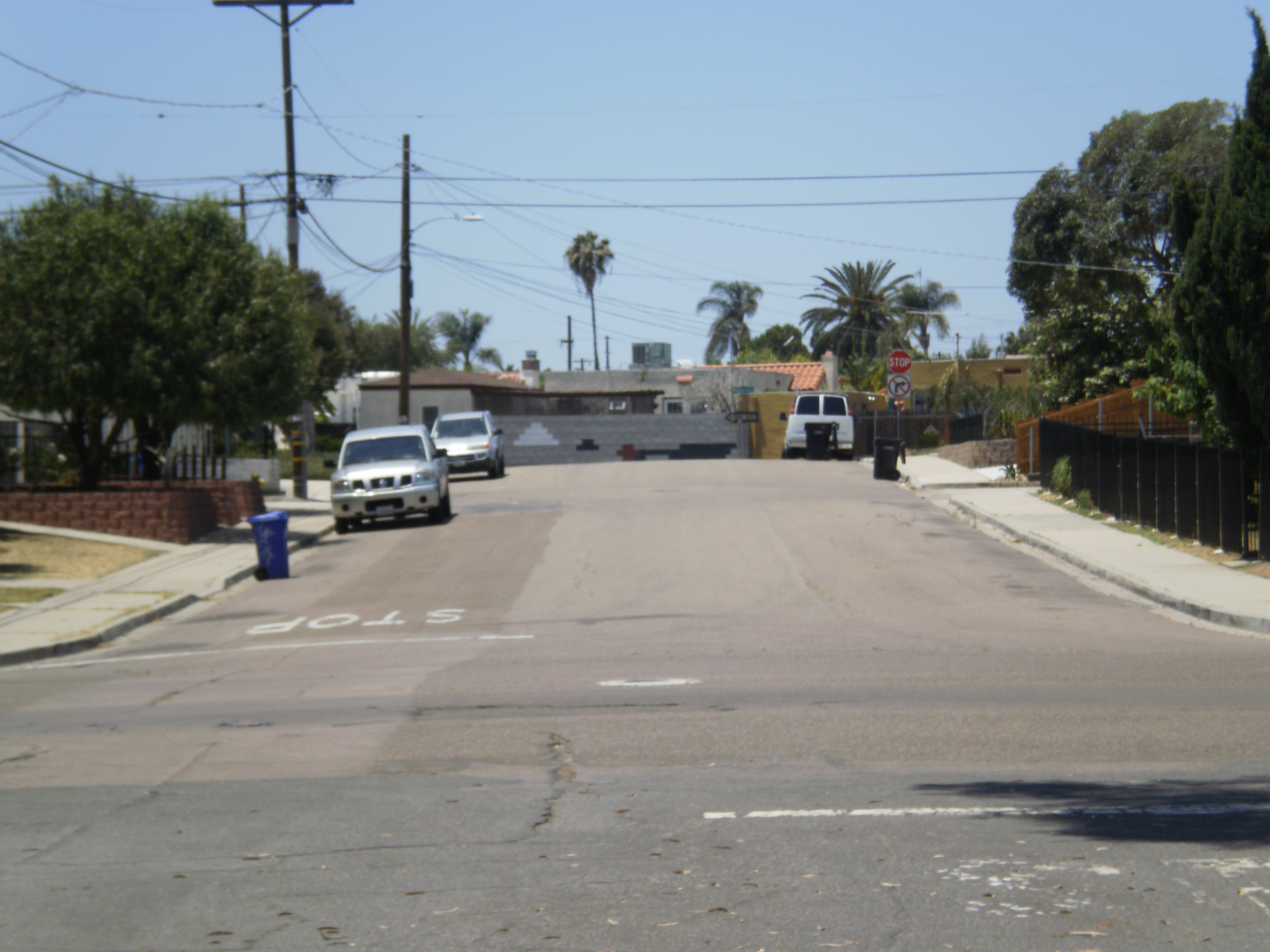
Die Absturzstelle von PSA 182 im Jahr 2010

Flug 182 schlug 4830 Meter nordöstlich des Flughafens Lindbergh Field, mit etwa 50° Querneigung und mit der Nase nach unten geneigt, in ein Wohngebiet von San Diego namens North Park, etwa 3500 ft (ca. 1100 m) vom Absturzort der Cessna entfernt, auf dem Boden auf. Aufzeichnungen einiger Seismographen belegen, dass der Aufprall etwa 2,5 Sekunden nach Ende der Aufzeichnung des Cockpit Voice Recorders gegen 9:02:07 Uhr (PST) geschah. Die Absturzstelle lag in der Nähe der I-805, direkt neben der Straßenkreuzung Dwight Street und Nile Street. Der überwiegende Anteil der Trümmer verteilte sich in einem Feld von Nordost nach Südwest in Richtung Boundary Street.
Insgesamt starben 144 Personen, darunter 30 Beschäftigte der Pacific Southwest Airlines, die auf einem Dead-Head-Flug zum PSA-Standort in San Diego waren. Zu den Todesopfern gehörten außerdem zwei Professoren der University of California, Los Angeles, der Medizinsoziologe Leo G. Reeder und der Metallurg Alan S. Tetelman, als Sachverständiger für das Bruchverhalten technischer Werkstoffe gerade auf dem Weg zu einer anderen Unfallstelle. 22 Wohnhäuser in einer Umgebung von vier Wohnblocks wurden zerstört oder beschädigt. Es war zum Unfallzeitpunkt das Flugunglück mit den meisten Todesopfern der Zivilluftfahrt der USA und ist bis heute der schwerwiegendste Absturz in Kalifornien.

### Dokumentation
Der Fotograf des Büros für Öffentlichkeitsarbeit der Stadt San Diego, Hans Wendt, der zum Unfallzeitpunkt an einer Veranstaltung im Freien teilnahm, konnte den Absturz der Boeing 727 nach der Kollision mit der Cessna fotografieren. Die zweite seiner beiden Bildaufnahmen zeigte das Flugzeug in Querneigung nur Sekunden vor dem Aufschlag auf den Boden.
Der Kameramann Steve Howell des örtlichen TV-Senders channel 39 nahm an derselben Veranstaltung wie Wendt teil und filmte die abstürzende Cessna. Die Zeitschrift The San Diego Evening Tribune, Vorläufer der The San Diego Union-Tribune, wurde für ihren Bericht über den Unfall 1979 mit dem Pulitzer-Preis in der Sparte Local, General, or Spot News Reporting ausgezeichnet.

### Ursachenermittlung

Grafische Animation der Ereignisse: X – PSA 182 ♦ – Cessna 172

Das National Transportation Safety Board stellte im Untersuchungsbericht fest, dass die „wahrscheinliche Ursache“ („probable cause“) für den Absturz die Verletzung von Flugverkehrskontrollverfahren seitens der Piloten der PSA war. Die Piloten von Flug 182 hätten den Sichtkontakt zur Cessna verloren und den Sichtverlust nicht an den zuständigen Fluglotsen gemeldet. Damit handelten sie entgegen seiner Anweisung: „keep visual separation from that traffic“. Ein weiterer „beitragender Faktor“ betraf die visual separation procedures, obwohl radar clearances verfügbar gewesen wären.
Zudem wurde festgestellt, dass die Piloten der Cessna aus unbekannten Gründen nicht den zugewiesenen nordöstlichen Steuerkurs („heading“) von 070° einhielten, nachdem sie einen Landeanflug unter Instrumentenflugregeln beendet hatten, und auch nicht den Fluglotsen über diese Kursänderung unterrichteten.
Der Bericht der NTSB schreibt dazu:

“According to the testimony of the controllers and the assistant chief flight instructor of the Gibbs Flite Center (owner of the Cessna), the 08:59:56 transmission from approach control to the Cessna only imposed an altitude limitation on the pilot, he was not required to maintain the 070° heading. However, the assistant chief flight instructor testified that he would expect the [Cessna] pilot to fly the assigned heading or inform the controller that he was not able to do so.”

„Nach den Zeugenaussagen der Fluglotsen und des assistant chief flight instructors des Gibbs Flite Centers (Eigentümer der Cessna) enthielt der Funkspruch des Anfluglotsen um 8:59:56 Uhr an die Cessna eine Höhenbeschränkung an den Piloten, dieser musste nicht den Kurs von 070° beibehalten. Jedoch sagte der 'assistant chief flight instructor' aus, dass er von dem [Cessna]-Piloten erwarten würde, den zugewiesenen Kurs zu halten, oder den Lotsen darüber zu informieren, dass er den Kurs nicht halten könne.“

Ein Mitglied der Untersuchungskommission, Francis H. McAdams, kritisierte in einer abweichenden Meinung im Bericht, dass die ungenehmigte Kursänderung der Cessna nicht explizit als „beitragender Faktor“ im Bericht der Kommission festgestellt wurde. Es wäre lediglich als eine „Feststellung“ klassifiziert worden, die weniger Gewichtung hätte.
McAdams widersprach zudem der Mehrheit der Kommission dahingehend, dass das Fehlverhalten der Flugsicherung als „probable cause“ für den Unfall hätte eingestuft werden müssen, anstatt es lediglich als „beitragenden Faktor“ zu werten. Zudem hätte die falsche Identifikation der Cessna durch die Piloten der PSA aufgrund der Anwesenheit eines dritten, unbekannten Flugzeugs ebenfalls als „beitragender Faktor“ gewertet werden müssen. Die Mehrheit des Gremiums wollte dies nicht als glaubhafte Möglichkeit in dem Bericht erwähnen.

### Konsequenzen

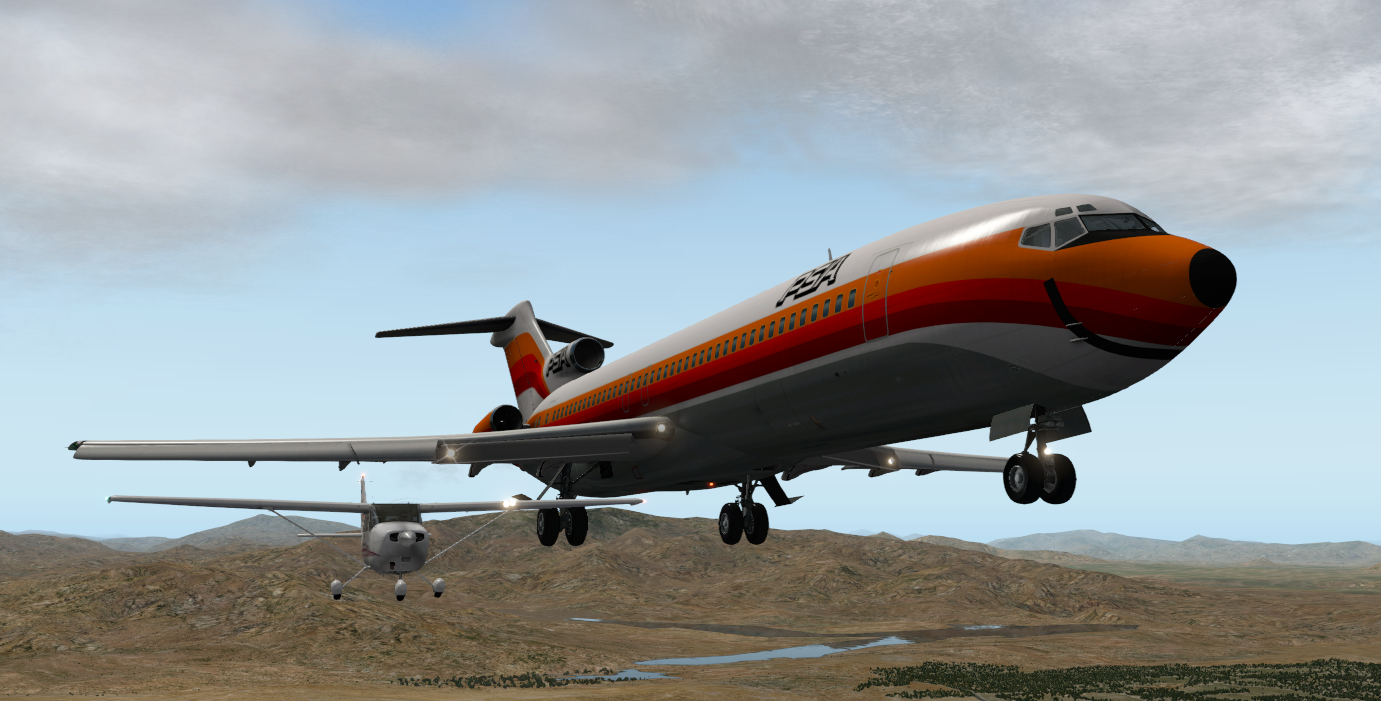
Computergrafik der Kollision von PSA 182 mit N7711G

Im Nachgang zum Unfall entbrannte in San Diego erneut die öffentliche Debatte, warum ein so stark frequentierter Flughafen sich mitten in einem dichtbesiedelten Gebiet befindet. Es gab Bestrebungen, Alternativen für den San Diego International Airport zu finden, doch bis heute ist Lindbergh Field der meistfrequentierte Verkehrsflughafen mit nur einer Start- und Landebahn in den Vereinigten Staaten.
Als Ergebnis seiner Untersuchungen empfahl das NTSB die sofortige Einrichtung eines Terminal Radar Service Area um den Flughafen San Diego, um die Separation zwischen den Flugzeugen besser zu gewährleisten. Zusätzlich wurde die Überprüfung der Verfahren zur Flugverkehrskontrolle an allen verkehrsreichen Flughäfen empfohlen. Diese Empfehlung umfasste jedoch nicht Kleinflugzeuge der Allgemeinluftfahrt. Die Federal Aviation Administration (FAA) nahm dies zum Anlass, am 15. Mai 1980 den „Luftraum Klasse B“ einzurichten, der die Separation aller Flugzeuge im Anfluggebiet gewährleisten soll. Zusätzlich mussten nun alle Luftfahrzeuge unabhängig von ihrer Größe eine „positive radar control“ beachten, das heißt, alle Flugzeuge unterlagen innerhalb des Flughafenluftraums der Radarkontrolle, die Nutzung einer visuellen Separation, wie sie 1978 noch zulässig war, wurde damit untersagt.
San Diegos Anflugkontrolle wurde 1994 auf ein größeres Gebiet ausgedehnt. Dazu wurde eine TRACON namens Southern California Terminal Radar Approach Control eingerichtet, die eine Nord-Süd-Ausdehnung vom Norden Los Angeles’ bis zur mexikanischen Grenze und eine Ost-West-Ausdehnung von den Laguna Mountains östlich San Diegos bis zu den Channel Islands an der Südküste Kaliforniens hat.
Der Flughafen Lindbergh Field war zum Unfallzeitpunkt der einzige Flugplatz im San Diego County, der über ein Instrumentenlandesystem (ILS) verfügt. Als direkte Konsequenz wurden die Flughäfen Montgomery, Gillespie fields und McClellan-Palomar Airport mit einem ILS ausgerüstet.
Da die Kollision von PSA 182 mit der Cessna auf menschliches Versagen zurückzuführen ist, wird dieser Fall heute als Fallbeispiel in der Pilotenausbildung verwendet. Die Embry-Riddle Aeronautical University verwendet diesen Fall im Rahmen ihres Unterrichtsfaches „human factors“ als Teil des Lehrplanes.
Die Fluggesellschaft, die ab dem 6. Mai 1949 Linienflüge angeboten hatte, fusionierte am 29. Mai 1987 mit der Gesellschaft USAir; der letzte Flug unter dem Namen PSA (Flug 1486 von San Diego nach Las Vegas) fand am 8. April 1988 statt. Mit PSA-Flug 1771 war am 7. Dezember 1987 ein weiteres Verkehrsflugzeug der PSA in einen Absturz involviert.

### Gedenken

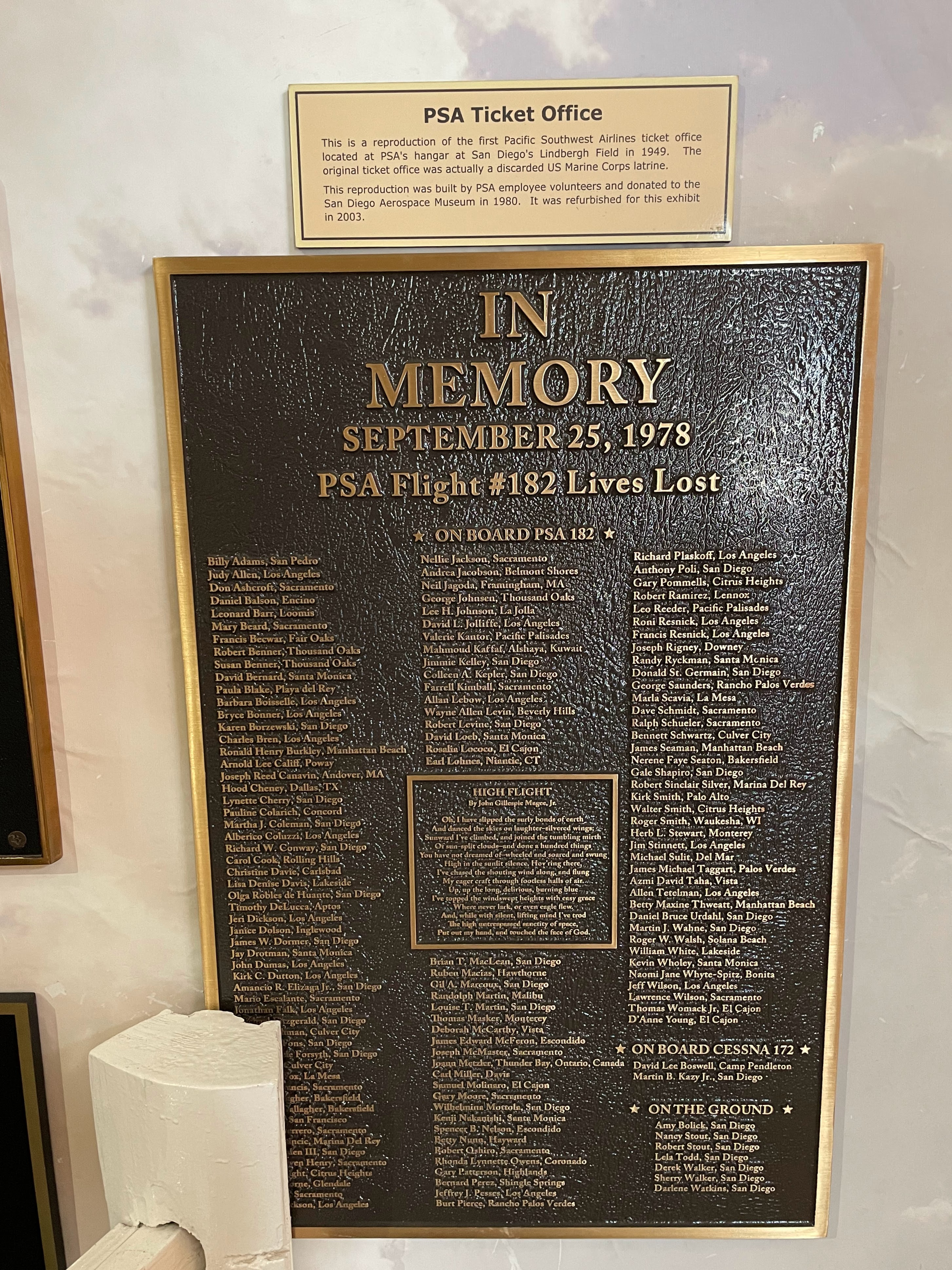
Gedenkplatte im San Diego Air & Space Museum

Zum Andenken an die Getöteten an Bord beider Flugzeuge und der Todesopfer am Boden wurde eine Gedenkplatte im San Diego Air & Space Museum in der Nähe der Theodore Gildred Flight Rotunda aufgestellt. Anlässlich des 25. Jahrestages wurde neben der North-Park-Bibliothek ein Baum gepflanzt. Die Bibliothek befindet sich nicht in unmittelbarer Nähe der Einschlagstelle, die zwischenzeitlich wieder völlig neu aufgebaut wurde und keine Spuren des Absturzes mehr aufweist.
Am 25. September 2008 trafen sich mehr als 100 Angehörige und Freunde der Absturzopfer im Stadtteil North Park, um den 30. Jahrestag des Absturzes zu begehen.

## Medien
2012 wurde der Unfall in der achten Folge der 11. Staffel unter dem englischen Titel Blind Spot (On Course to Disaster; Hiding Plane in Sight) bzw. dem deutschen Titel Menschliches Versagen in der kanadischen Fernsehserie Mayday – Alarm im Cockpit dargestellt.
Der 1978 erschienene Pseudodokumentarfilm Gesichter des Todes, der das Thema Tod und Sterben behandelt, verwendete Szenen aus dem unzensierten Footage, das der TV-Sender CBS 8 San Diego bald nach dem Unglück an der Absturzstelle von PSA 182 gedreht hatte, als die Bergung der Überreste der Opfer anlief.
Die Schauspielerin Whoopi Goldberg lebte vor dem Beginn ihrer Karriere einige Jahre in San Diego und war Augenzeugin der Kollision und des Absturzes. Sie leidet seitdem unter Aviophobie und war danach mehr als drei Jahrzehnte überhaupt nicht mehr geflogen, was im Laufe der Zeit in Interviews thematisiert wurde.